# 乙基己基三嗪酮
乙基己基三嗪酮（英語：Ethylhexyl triazone，也称作紫外线吸收剂UVT-150）是一种紫外线吸收剂，最大吸收峰位于314 nm，由巴斯夫出售，添加于防曬油中。